# الجبعة
الجبعة هي قرية فلسطينية شرق الضفة الغربية. تقع إلى الجنوب من مدينة بيت لحم، وتعد من قرى بيت لحم وترتفع 668 م عن سطح البحر. وجبعا كلمة آرامية وتعني التلة أو الربوة وكانت بهذا الاسم في عهد الكنعانيين، وفي العهد الروماني أطلق عليها اسم جباتا.وتبلغ مساحة أراضيها 7345 دونماً.

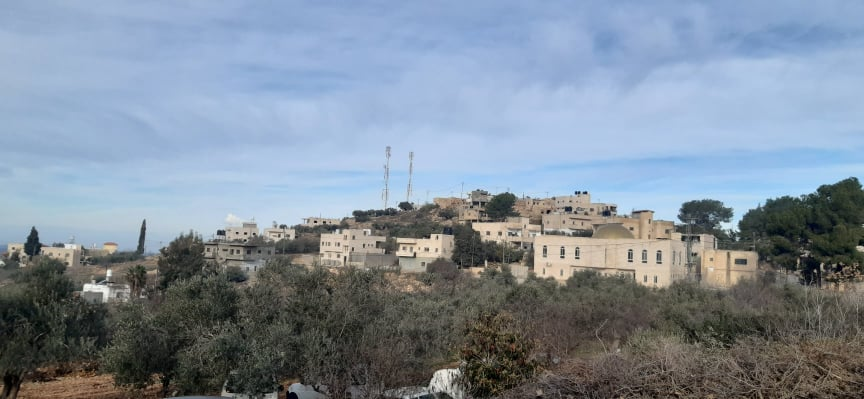

و تحيط بأراضيها أراضي صوريف، ونحالين، ووادي فوكين تحيط بالقرية خربة الحمام، وخربة سناسين وتحتويان على مواقع أثرية. كما وتقع القرية مباشرة على خط الهدنة (الذي حدد بعد عام 1948م) اغتصبت المنظمات الصهيونية المسلحة حوالي (1700) دونم من أراضي القرية في عام 1948.
تحتوي القرية على المناطق العمارة والخور وشارع العقبة ومنطقة الكرم. وقد تعرضت القرية في الاونة الاخيرة إلى الكثير من المشاكل وأهمها ما قامت به قوات الاحتلال من تدمير للاشجار ومن جهة أخرى فإن قرية الجبعة هي الوحيدة المغلق عليها من بين جميع مناطق الضفة وبالاخص من الجهة الجنوبية أي باتجاه بلدة صوريف.
شارك عدد من اهلها في معركة ظهر الحجة بتاريخ 16 كانون الثاني 1948 واستشهد عدد منهم في تلك المعركة.